# В'язовка (Єланський район)
В'язовка (рос. Вязовка) — село у Єланському районі Волгоградської області Російської Федерації.
Населення становить 2478  осіб. Входить до складу муніципального утворення В'язовське сільське поселення.

## Історія
Село розташоване у межах українського історичного та культурного регіону Жовтий Клин.
Згідно із законом від 24 грудня 2004 року № 980-ОД органом місцевого самоврядування є В'язовське сільське поселення.

## Населення
| 1959  | 2010  | 2012  | 2013  | 2014  | 2015  | 2016  |
| ----- | ----- | ----- | ----- | ----- | ----- | ----- |
| 4298  | ↘2732 | ↘2698 | ↘2653 | ↘2595 | ↘2534 | ↘2496 |
| 2017  |       |       |       |       |       |       |
| ↘2478 |       |       |       |       |       |       |